# Х-Мен (филм)
Вижте пояснителната страница за други значения на Х-Мен.
„Х-Мен“ (на английски: X-Men) е американски филм от 2000 година, който поставя началото на едноименната филмова поредица.

## Резюме
В свят, в който мутанти и хора се страхуват един от друг, Мари - позната и като Плевела, бяга от дома си след като разбира, че е мутант. На пътя, тя среща Логан / Върколака. Професор Чарлз Екзевиър, който притежава училище за млади мутанти, изпраща Буря и Циклопа за да намерят Мари и Логан. Магнито, който вярва че наближава война между хора и мутанти, има зъл план и се нуждае от Плевела за да постигне целта си.

## Актьорски състав
| Актьор            | Роля                               |
| ----------------- | ---------------------------------- |
| Хю Джакман        | Джеймс „Лоуган“ Хаулет / Върколака |
| Патрик Стюарт     | Чарлз Екзевиър / Професор Х        |
| Иън Маккелън      | Ерик Леншър / Магнито              |
| Фамке Янсен       | Д-р Джийн Грей / Феникс            |
| Джеймс Марсдън    | Скот Съмърс / Циклоп               |
| Хали Бери         | Ороро Мънро / Буря                 |
| Ана Пакуин        | Мари / Плевел                      |
| Тайлър Мейн       | Виктор Крийд / Саблезъб            |
| Рей Парк          | Монтимър Тойнби / Жабока           |
| Ребека Ромейн     | Рейвън Даркхолм / Мистик           |
| Брус Дейвисън     | Сенатор Робърт Кели                |
| Шон Ашмор         | Боби Дрейк / Ледения човек         |
| Стан Лий          | Продавач на хот дог                |
| Съмела Кей        | Кити Прайд / Сенчестата котка      |
| Катрина Флорес    | Юбилейшън Лий / Джубилей           |
| Дейвид Макинън    | Пьотр Распутин / Колос             |
| Александър Бъртън | Джон Алърдайс / Пиро               |

## Награди и номинации
| Награда | Категория                           | Номиниран(и)                     | Резултат  |
| ------- | ----------------------------------- | -------------------------------- | --------- |
| Хюго    | Най-добро сценично представяне      | Най-добро сценично представяне   | номинация |
| Сатурн  | Най-добър научнофантастичен филм    | Най-добър научнофантастичен филм | награда   |
| Сатурн  | Най-добри костюми                   | Най-добри костюми                | награда   |
| Сатурн  | Най-добър режисьор                  | Брайън Сингър                    | награда   |
| Сатурн  | Най-добър сценарий                  | Дейвид Хейтър                    | награда   |
| Сатурн  | Най-добър актьор                    | Хю Джакман                       | награда   |
| Сатурн  | Най-добра актриса в поддържаща роля | Ребека Ромейн                    | награда   |
| Сатурн  | Най-добър грим                      | Най-добър грим                   | номинация |
| Сатурн  | Най-добри специални ефекти          | Най-добри специални ефекти       | номинация |
| Сатурн  | Най-добър актьор в поддържаща роля  | Патрик Стюарт                    | номинация |
| Сатурн  | Най-добър млад актьор               | Ана Пакуин                       | номинация |

## „Х-Мен“ В България
През ноември 2005 г. се излъчва премиерно по bTV с български субтитри.
| Превод и субтитри | Мария Пеева      |
| Редактор          | Илияна Йорданова |

През 2017 г. е записан български войсоувър дублаж на студио Медиа Линк и е излъчен на 29 юли 2017 г. по bTV Action. Екипът се състои от:
| Озвучаващи артисти  | Таня Димитрова Йорданка Илова Николай Николов Петър Бонев Васил Бинев |
| Преводач            | Пламен Узунов                                                         |
| Тонрежисьор         | Емил Енев                                                             |
| Режисьор на дублажа | Михаела Минева                                                        |